# Franz Heinrich Gossen
Franz Heinrich Gossen (geboren 1776 in Düren; gestorben 2. Oktober 1835 in Köln) war ein preußischer Verwaltungsbeamter und von 1832 bis 1834 vertretungsweise Regierungspräsident des Regierungsbezirks Köln.

## Leben

### Herkunft und Ausbildung
Franz Heinrich Gossen war ein Sohn des angesehenen herzoglich jülischen Beamten und kurfürstlichen Rentmeisters Arnold Winand Gossen und dessen Ehefrau, Anna Cordula Gossen, geborene Schmitz. Der Vater verlor Stellung und Einkommen mit der französischen Besetzung und Annexion des Linken Rheinufers als Folge des Ersten Koalitionskriegs und des Friedensschlusses von Lunéville.

### Werdegang
Mit der Beendigung seiner Studien trat Franz Heinrich Gossen 1796 in französische Dienste. Anstellung erhielt er dort in der Domänenverwaltung des Département de la Roer, wo er nach einigen Jahren in der Abteilung für indirekte und direkte Steuern Einsatz fand. Wegen seiner Tüchtigkeit beauftragte ihn sein Dienstherr 1812 mit der Verwaltung des Kanton Krefeld, bei einem Jahresgehalt von 10000 Franc.
Bei dem Abzug der französischen Truppen und der Bildung des Generalgouvernement Niederrhein mit Sitz in Aachen unter der Leitung von Johann August Sack im Jahr 1814, übernahm dieser Gossen wegen seiner fachlichen Qualitäten und menschlichen Integrität. Zwei Jahre darauf, als 1816 das Generalgouvernement sein Ende nahm und durch eine neue Verwaltungsstruktur abgelöst werden sollte, leitete Gossen als Rentei-Oberaufseher das gesamte Domänenwesen. Bei nur 3 % Verwaltungskosten konnte er aus der, in ihrer Struktur der nachfranzösischen Ära noch chaotische Züge anhabenden Neupreußischen Domänenverwaltung dennoch 8 Millionen Franc an die preußische Staatskasse abführen. Sack sah als Bestätigung dieser Arbeitsleistung Gossen in einem Organisationsbericht von Ende 1815 als Regierungsdirektor der Abteilung II (Finanzen, Domänen, Gewerbepolizei, Land- und Wasserbau) bei der erst noch zu errichtenden Regierung in Aachen vor. Doch auch der Oberpräsident der 1815 gebildeten Provinz Jülich-Kleve-Berg und bis zum 6. Dezember 1817 zugleich Kölner Regierungspräsident, Friedrich zu Solms-Laubach, war auf Gossen aufmerksam geworden und schlug ihn am 1. November 1815 in einem ersten Organisationsbericht für den Regierungsbezirk Köln zum 3. Rat daselbst vor. Schließlich wurde Gossen bei Einrichtung der Königlich Preußischen Regierung in Köln als Regierungsrat und bei einem Jahresgehalt von 1800 Reichstalern auf die fragliche Stelle berufen. Ihm gelang es in der Folge im Zeitraum von 1818 bis 1820 eine größere Anzahl kleiner Staatsdomänen für 3,5 Millionen Reichstaler zu verkaufen, die später die Hälfte ihres Wertes verlieren sollten. Zuvor erbrachten diese Domänengüter nur eine geringe Rendite. Seine weiteren Veräußerungen bis Ende 1831 ergaben weitere 4.822.729 Reichstaler, hinzu kamen 369.907 Reichstaler aus Forstveräußerungen.
Gossens Erfolge entsprachen indes nicht seinem beruflichen Fortkommen. Hatte Sack für ihn noch eine Stelle als Regierungsdirektor in Aachen anvisiert, verblieb er in Köln auf einer Regierungsratsstelle. 1818 übernahm Ludwig vom Hagen als sein bisheriger Abteilungsleiter in der Nachfolge von Solms-Laubach die Stelle als Regierungspräsident in Köln. Für Gossen sollte diese Umsetzung bedeuten, dass er nun nicht nur seine bisherigen Arbeiten, sondern auch die zuvor durch vom Hagen als Abteilungsleiter ausgeführten übernehmen musste. Sein Antrag ihn in die praktisch bereits ausgeübte Abteilungsleiterstelle einzuweisen, lehnte der Staatskanzler, Karl August von Hardenberg, am 15. September 1818 jedoch mit der Begründung ab, das der Regierungspräsident auch künftig die Geschäfte als Abteilungsleiter wahrnehmen müsse. Als 1819 der Leiter der Abteilung I nach Berlin berufen wurde, bestand die Möglichkeit vom Hagen diese zu übertragen und für Gossen so die Leitungsstelle der Abteilung II freizumachen, doch sollte eine andere Besetzung erfolgen. Nachdem der neue Regierungsdirektor bereits nach nur wenigen Jahren Köln wieder verlassen hatte, musste Gossen erneut für 18 Monate kommissarisch dessen Stelle versehen. Als er letztlich im Jahr 1825 die Leitung übernehmen konnte, ging dies mit einer Abschaffung der Amtsbezeichnung als Regierungsdirektor einher, die Abteilungsleiter hießen nun Oberregierungsräte. Zudem brachte der neue Kölner Regierungspräsident, Daniel Heinrich Delius, zuvor in gleicher Stellung in Trier tätig, von dort den Regierungsrat Westphal mit und ernannte ihn zum Leiter der Abteilung I und seinem Stellvertreter, bei einer höheren Zulage von 300 Reichstalern, gegenüber 100 für Gossen. Erst nach Westphals Versetzung 1829 nach Berlin konnte Gossen auf die erste Abteilungsleiterstelle aufrücken und vertrat nun auch den zunehmend auf Grund der Verhandlungen zur Rheinschifffahrtsakte, bis zur Unterzeichnung der Mainzer Akte am 31. März 1831 abwesenden Delius. Nach dem Tod von Delius am 25. Dezember 1832 bewarb sich Gossen um seine Nachfolge und bot dabei an, die Amtsgeschäfte des Abteilungsleiters II weiterzuführen. Sein Gesuch wurde abgelehnt. Zur Anerkennung seiner das übliche Maß weit überschreitenden Mehrarbeit erhielt er jedoch am 5. Juni 1834 und als Anerkennung des Königs eine aus den ersparten Gehältern gezahlte Gratifikation von 1000 Reichstalern. Im Jahr darauf starb Gossen „verbittert und vergrämt“.

### Familie
Der Katholik Franz Heinrich Gossen war zweimal verheiratet. Zunächst mit Susanna Friderika Gossen, geborene Ising und nach deren Tod mit Wilhelmine Gossen, geborene Heuser. Seine um 1805/06 in Andernach geborene Tochter aus erster Ehe, Clara Henriette heiratete am 14. Mai 1833 in Köln den Appellationsgerichtsrat Georg Heinrich Franz Nicolovius. Der Nationalökonom Hermann Heinrich Gossen war über seinen jüngeren Bruder Georg Joseph Gossen (1780–1847) ein Neffe von Franz Heinrich Gossen.